# Las regentes del asilo de ancianos de Haarlem
Las regentes del asilo de ancianos de Haarlem (en neerlandés, Regentessen van het Oudemannenhuis) es un cuadro del pintor neerlandés Frans Hals. Está realizado al óleo sobre lienzo. Mide 170,5 cm de alto y 249,5 cm de ancho. Fue pintado en 1664. Es uno de los más destacados retratos colectivos que atesora el Museo Frans Hals, de Haarlem, Países Bajos.
Esta obra, junto a su pareja Los regentes del asilo de ancianos de Haarlem, es la última gran obra de Frans Hals, constituyendo los últimos ejemplos históricamente significativos de este género de los retratos colectivos o de grupo.
Cinco son las mujeres representadas: la directora del asilo y las cuatro regentes del año 1664 (de izquierda a derecha: Adriaentje Schouten, Marijtje Willems, Anna van Damme y Adrianana Bredenhoff). Todas visten de negro y están retratadas sobre un fondo oscuro, en el que se entrevé una pintura que podría ser el tema del Buen Samaritano, símbolo de la caridad de las regentes.
Las damas, retratadas de manera realista, y sin concesiones, cubren sus cabezas con severas tocas. Destacan sus rostros iluminados así como las golas y los puños blancos.

## Copias del siglo XIX
A finales del siglo XIX, cuando las pinceladas sueltas de Hals le valieron la popularidad entre los impresionistas, se hicieron varias copias de la pintura:

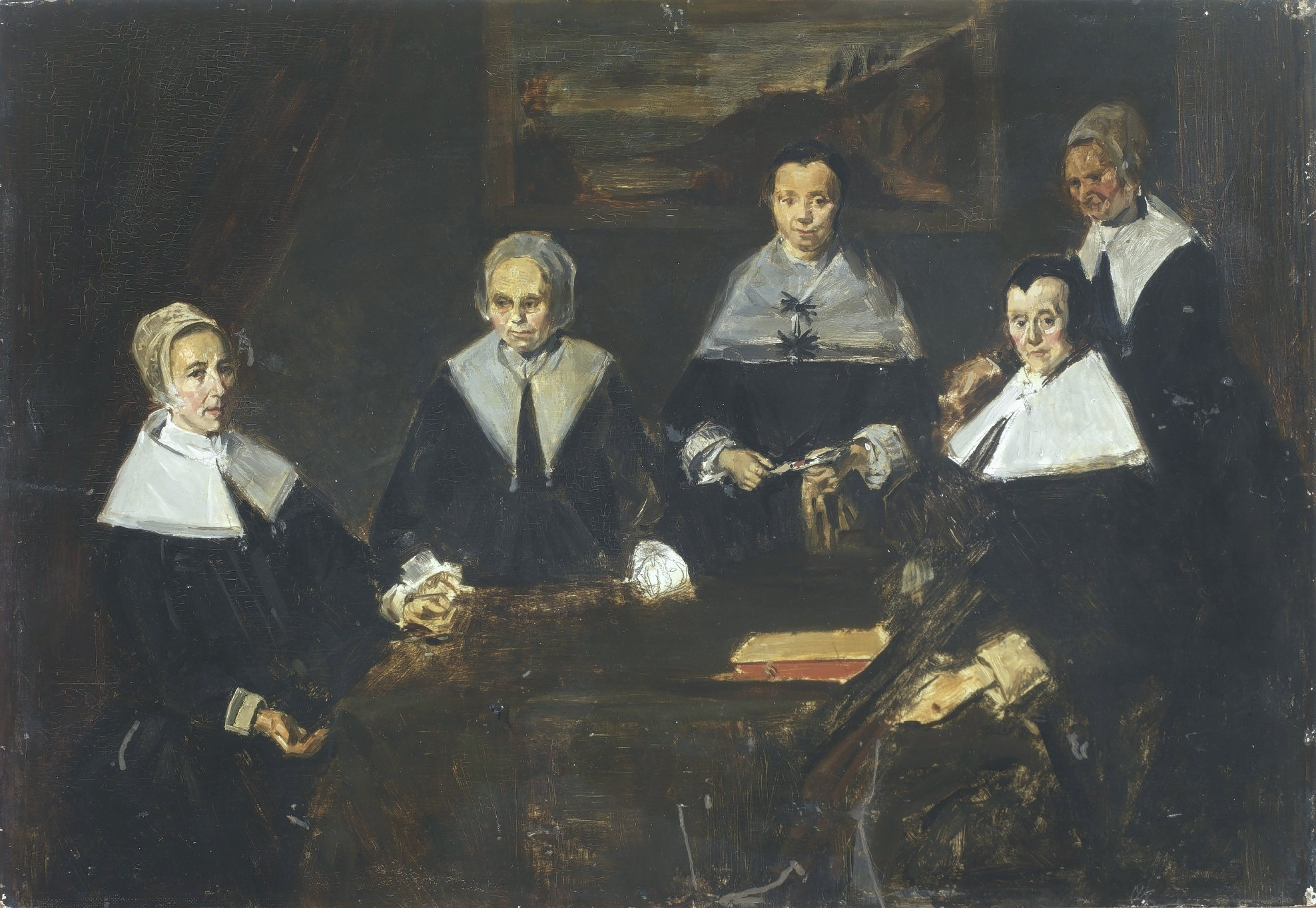
Édouard Manet realizó una copia en su visita registrada el 26 de junio de 1872.
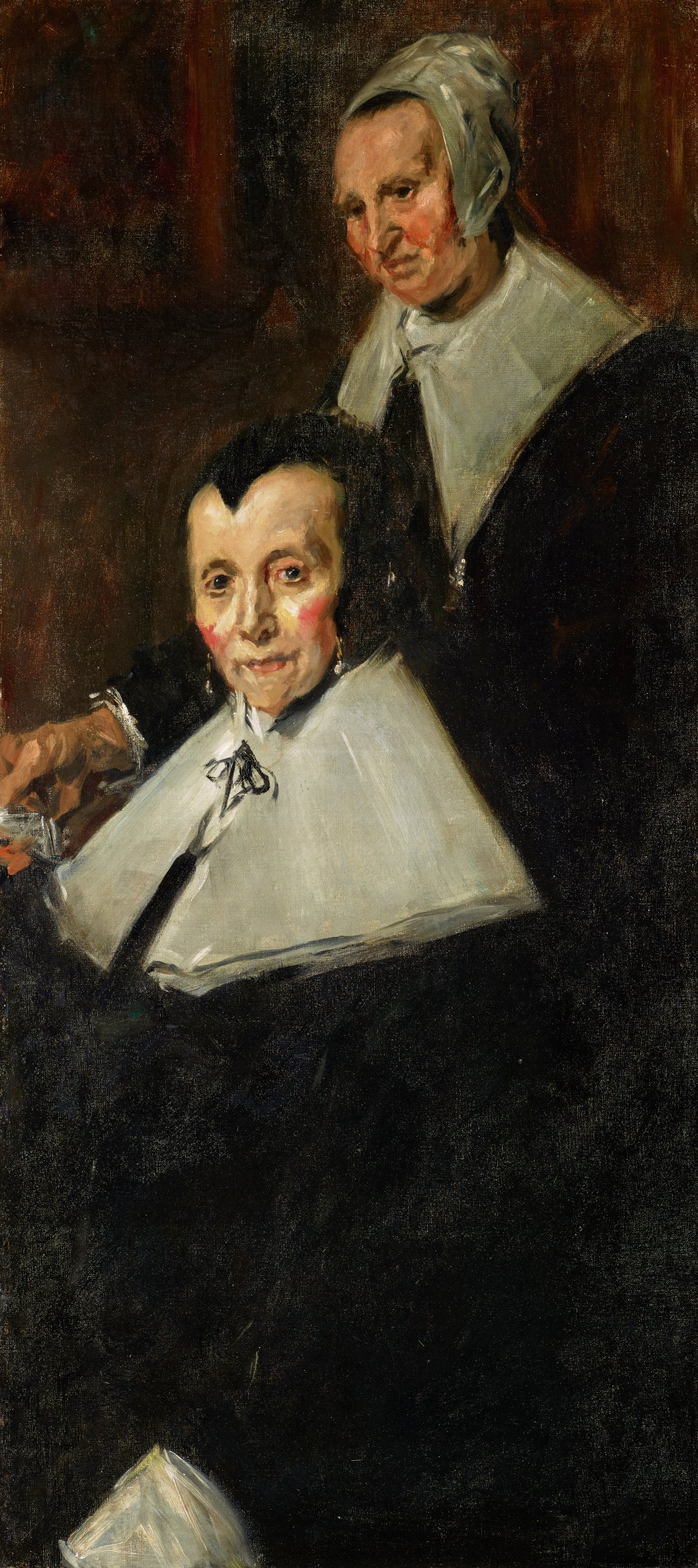
John Singer Sargent hizo una copia de la parte derecha.
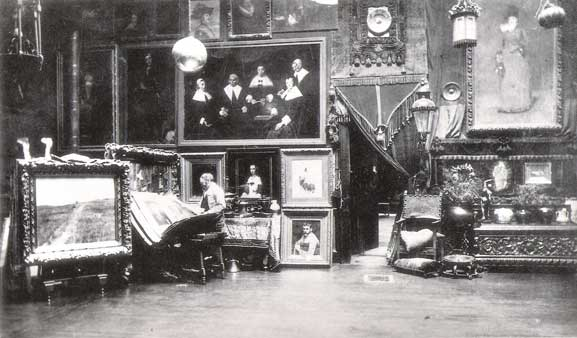
William Merritt Chase hizo una copia que colgó en su estudio en Tenth Street, Nueva York.

Max Lieberman también hizo una copia de una de las cabezas. James Abbott McNeill Whistler visitó el museo en 1882, 1885 y 1902 para estudiar las pinturas de Frans Hals, y, según un testigo de su última visita, "quedó completamente fascinado por las ancianas". La copia de Manet se descubrió en 2018 y se exhibió en el Museo Frans Hals durante su exposición de 2018 Frans Hals and the Moderns. Al igual que otras copias posteriores, esta ofrece una perspectiva del estado de la pintura en la época de Manet.